# Ціанотрихіт

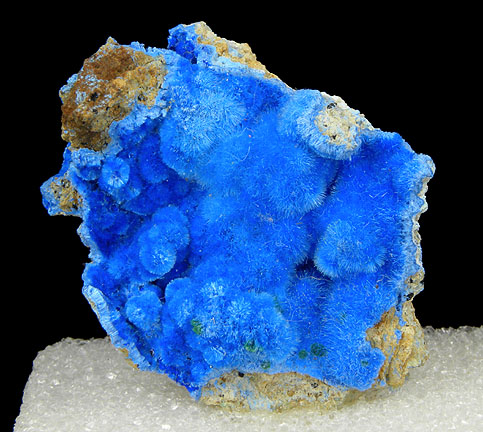
Ціанотрихіт

Ціанотрихіт (від грец. κύανος або лат. cyaneus — «синій», та грец. τρίχος — «волосся») — водний основний сульфат міді та алюмінію. Синоніми: кіанотрихіт, летсоміт, намаквіліт, руда оксамитова, руда оксамитова мідна.

## Етимологія та історія
Мідно-оксамитова руда, яка походить із родовища Moldova Nouă в Румунії, була вперше описана в 1808 році німецьким геологом Абрахамом Готлобом Вернером. Сучасну назву мінералу дав у 1830 році німецький мінералог Ернст Фрідріх Глокер.

## Загальний опис
Хімічна формула: Cu4Al2[(OH)12|SO4]•2H2O.
Містить (%): CuO — 49,39; Al2O3 — 15,82; SO3 — 12,42; H2O — 22,37.
Сингонія ромбічна. Форми виділення: аґреґати, що нагадують оксамит, нальоти дуже дрібних голчастих і волосовидних кристалів, радіальноволокнисті та тичкуваті аґреґати, оксамитові друзи, сферичні аґреґати. Густина 2,55-2,90. Твердість 1-2. Колір небесно-голубий до лазурно-синього (за Гомером також «гірська синь; Lasurstein»). Риса блідо-голуба. Блиск атласний, шовковистий. Зустрічається у мідних родовищах як вторинний мінерал. Рідкісний.
Супутні мінерали і гірські породи: малахіт, азурит, лімоніт, брошантит, спонголіт, халькофіліт, олівеніт, тироліт, парнауїт.

## Поширення
Знахідки: мис Гарона, департамент Вар (Франція), Лавріон (Греція), Банат (Румунія), шт. Аризона, Айдахо, Юта, Нью-Мексико (США), Міднорудянське (Урал, Росія), копальня Беркара (Центр. Казахстан), Намакваленд, Південна Африка. Атакама, Чилі. Квебек, Канада.

## Різновиди
Розрізняють:
- ціанотрихіт карбонатистий, карбонат-ціанотрихіт (різновид ціанотрихіту з ванадіїстих сланців Казахстану, який містить вуглець),
- вудвардит, вудуордит (метаколоїдний ціанотрихіт).